# Santo Tirso de Prazins
Santo Tirso de Prazins ist ein Ort und eine ehemalige Gemeinde (Freguesia) im Norden Portugals.
Santo Tirso de Prazins gehört zum Kreis Guimarães im Distrikt Braga. Die Gemeinde hatte eine Fläche von 2,7 km² hat 993 Einwohner (Stand 30. Juni 2011). Die Gemeinde ist nur gering urbanisiert.
Am 29. September 2013 wurden die Gemeinden Prazins (Santo Tirso) und Corvite zur neuen Gemeinde União das Freguesias de Prazins Santo Tirso e Corvite zusammengeschlossen.